# フリースタイルスキー・オーストラリアン・ニュージーランドカップ
フリースタイルスキー・オーストラリアン・ニュージーランドカップ（英: Australian New Zealand Cup）は国際スキー連盟(FIS)が主催するフリースタイルスキーの大会である。略号はANC。

## 概要
ワールドカップの下位に位置付けられる大陸別大会（コンチネンタルカップ）のひとつである。毎年2～4戦程度行なわれ、2008年まではオーストラリアで開催されていたが、2009年に初めてニュージーランドでも開催された。コンチネンタルカップの中で唯一南半球で行なわれる大会であり、開催時期が8～9月という特徴がある。また、オーストラリアのナショナルカップを兼ねており、オーストラリアの選手が多数参加するが、8月に行なわれる唯一の国際大会ということもあってアジアや北米、欧州からも現役のワールドカップの選手などが参加している。特に日本代表はオーストラリアで合宿を行い、トレーニングの一環として多数の選手を参加させている。

## 開催地
| 開催地                           | 国                                       |
| -------------------------------- | ---------------------------------------- |
| マウント・ブラー Mount Buller    | オーストラリア・ビクトリア州             |
| マウント・ホッサム Mount Hotham  | オーストラリア・ビクトリア州             |
| フォールス・クリーク Falls Creek | オーストラリア・ビクトリア州             |
| ペリッシャー Perisher            | オーストラリア・ニューサウスウェールズ州 |
| カードローナ Cardrona            | ニュージーランド・ワナカ                 |

## 競技種目
| シーズン | エアリアル | モーグル | デュアルモーグル | スキークロス |
| -------- | ---------- | -------- | ---------------- | ------------ |
| 09       |            | ●        |                  | ●            |
| 08       |            | ●        |                  | ●            |
| 07       |            | ●        | ●                |              |
| 06       |            | ●        | ●                |              |
| 05       | ●          | ●        | ●                |              |
| 04       |            | ●        |                  |              |
| 03       |            |          |                  |              |
| 02       |            |          |                  |              |
| 01       |            |          |                  |              |
| 00       |            | ●        | ●                |              |
| 99       |            | ●        | ●                |              |
| 98       |            | ●        | ●                |              |
| 97       | ●          | ●        |                  |              |